# أتيلا هيلدمان
أتيلا كلاوس بيتر هيلدمان (بالألمانية: Attila Hildmann)‏ (من مواليد 22 ابريل 1981، برلين، ألمانيا) وهو مؤلف كتب طبخ ألمانية، وتخصصه في الوصفات النباتية.

## حياته
يعد هيلدمان من أصل تركي وترعرع بين أبوين ألمانيين بالتبني. يعيش في برلين حيث درس في جامعة برلين الحرة ليحصل على درجه متقدمة في الفيزياء.
تحول هيلدمان في المرة الأولى لشخص نباتي بعد مشاهدته لوفاة والده بالتبني أثر إصابته بنوبة قلبية أثناء قيامهم برحلة تزلج عام 2000. واثر وفاة والده المفاجأة، قام هيلدمان بإستهلاك كميات مفرطة من اللحوم، ما تسبب في ارتفاع نسبة الكوليسترول مما أدى إلى إصابته بالسمنة في عمر الشباب. ومن ثم أقلع هيلدمان عن تناول اللحوم والمنتجات السمكية، وبدأ ممارسة التمارين بشكل منتظم مما أدى إلى انخفاض وزنه بنسبة 35 كيلوجرام. ومع مرور الوقت استطاع أن يتخلى عن المنتجات الحيوانية (باستثناء بعضها، مثل  الجلود) وأصبح نباتياً.
في عام 2009 كتب هيلدمان أول كتاب طهي نباتي له. وفي عام 2012 حصل كتابه (نباتي للمتعة Vegan for Fun) على لقب أفضل كتاب للطهي ذلك العام من الاتحاد النباتي بألمانيا، الفرع الألماني للإتحاد الدولي النباتي. وظهر في العديد من الفيديوهات على موقع اليوتيوب كما قد ظهر في العديد من البرامج التليفزيونية والبرامج الحوارية من ضمنها (مايشبرجر (Maischberger) وفي البرنامج الحواري الكوميدي (تي في توتال) وبرنامج (Volle Canne) الذي يذاع على قناة زي دي اف والتليفزيون الألماني الثاني، وبرنامج (Nachtcafe) (كافيه الليلة) الذي يذاع على قناة اس دبليو ار  والتي تستهدف ولايات ألمانية محددة، وبرنامج daheim + unterwegs على إذاعة غرب ألمانيا، وفي مارس عام 2016 شارك في البرنامج التلفزيوني (  دعنا نرقص). في 2015 قام هيلدمان بالتعليق  على أزمة المهاجرين إلى أوروبا قائلاً (إن الاندماج في ألمانيا قضية حساسة بسبب الماضي الألماني مما أدى إلى تشويه ذاتي للقيم والثقافة في ألمانيا) وانتقدت هذه المقولة على راديو الإذاعة العامة (RB)، باعتبارها تكافلاً للتطرف اليميني في الحب غير المحدود للحيوانات .وفي 8 أبريل 2017 شارك هيلدمان في برنامج المسابقات التلفزيوني (اهزم النجم) ضد النجم لوك موكريدج

## روابط خارجية
- أتيلا هيلدمان على موقع IMDb (الإنجليزية)